# Hervé Laudière
 (mars 2013).
Hervé Laudière est un acteur français. Formé à l'École de Théâtre Serge Martin à Paris et Genève, puis avec Andréas Voutsinás, Kazem Shahryari, Didier Bezace, Hervé Pierre…

## Filmographie

### Cinéma
- 1989 : Les Bois noirs de Jacques Deray - Antoine
- 1989 : Hiver 54, l'abbé Pierre de Denis Amar
- 1990 : Mister Frost de Philippe Setbon - Joseph
- 1991 : Fortune Express de Olivier Schatzky - Marko
- 1992 : L 627 de Bertrand Tavernier - Inspecteur Bière
- 1992 : Boulevard des hirondelles de Josée Yanne
- 2000 : Les Acteurs de Bertrand Blier - L'assistant-réalisateur
- 2003 : La Vie nue de Dominique Boccarossa - L'homme du songe
- 2008 : L’ennemi public no 1 de Jean-François Richet - Le fermier
- 2012 : Radiostars de Romain Lévy - Père enfant voix de canard

### Télévision
- 1991 : Piège pour une femme seule, téléfilm de Gérard Marx - Max
- 1992 : C'est mon histoire - épisode Un enfant tant désiré de Pierre Joassin - Benoît (rôle principal)
- 1992 : Le Voyage d’Eva, téléfilm de Patrice Gautier - Baudet
- 1993 : Les Noces de Lolita, téléfilm de Philippe Setbon - Simon (rôle principal)
- 1993 : Navarro - épisode #5.1 : L’étoffe de Navarro de Patrick Jamain - Boulou (rôle principal)
- 1993 : Commissaire Dumas d’Orgueil : John de Philippe Setbon - Michel "Mickey" Tovar  (rôle principal)
- 1994 : Maigret : Maigret et l'Écluse numéro 1 d'Olivier Schatzky : Bébert
- 1995 : Julie Lescaut - épisode #4.2 : Week-end, de Marion Sarraut — Bonnier
- 1996 : Ricky, téléfilm de Philippe Setbon - Le camionneur / La Morale
- 1996 : Le Match de notre vie, téléfilm de Gareth Davies - Julien Lafarge
- 1997 : Une vie pour une autre, téléfilm de Henri Helman - Beauvet
- 1997 : La Colère d’une mère, téléfilm de Jacques Malaterre - Le policier
- 1998 : Les Cordier, juge et flic - épisode #6.4 : Rangée des voitures (série) - Darius
- 1998 : Un taxi dans la nuit, téléfilm de Alain-Michel Blanc - Roger
- 1998 : Fugue en ré, téléfilm de Christian Faure - Le chauffeur routier
- 1998 : L'instit - épisode #5.1 Menteur de Christian Faure - Marc Raynaud
- 1999 : Tramontane (feuilleton télévisé) de Henri Helman : Balaruc
- 2000 : Vérité oblige - épisode #1.3 : La loi du silence - Luc Berthaux
- 2000 : Les Bœuf-carottes - La fée du logis de Christian Faure (série) - Le travesti
- 2000 : Nos jolies colonies de vacances, téléfilm de Stéphane Kurc - Nicolas
- 2000 : Roule routier, téléfilm de Marion Sarraut - Stan Letellier
- 2002 : La Surface de réparation, téléfilm de Bernard Favre - Le barman
- 2003 : Virus au Paradis, téléfilm de Olivier Langlois - Le vétérinaire
- 2003 : Joséphine, ange gardien - ép. #7.2 Le compteur à zéro (série) - Boer
- 2005 : Le Triporteur de Belleville, téléfilm de Stéphane Kurc - Roger Chabaud
- 2005 : La Tête haute, téléfilm de Gérard Jourd'hui - Le patron pêcheur
- 2006 : Ange de feu, téléfilm de Philippe Setbon - Le chef gitan
- 2006 : La chasse à l'homme (Mesrine) de Arnaud Sélignac - Hermann
- 2006 : Une femme d'honneur - ép. #1.35 Ultime thérapie (série) - Philippe Berthod
- 2007 : Vérités assassines, téléfilm de Arnaud Sélignac
- 2007 : Greco - ép. #1.3 : Corps et âme (série) - Stelio Beaumont
- 2007 : Chez Maupassant - épisode #1.5 : Le père Amable de Olivier Schatzky - Victor
- 2008 : Les Poissons marteaux, téléfilm de André Chandelle - Johan
- 2009 : La Liste, téléfilm de Christian Faure - Gilles
- 2011 : Quand la guerre sera loin, téléfilm de Olivier Schatzky - Victor
- 2012 : Profilage - épisode #3.4 : Sans relâche (série) - Greiner
- 2014 : Plus belle la vie (série) - Gilbert Gréhart
- 2021 : Alex Hugo, Saison 7 épisode 2 : La fin des temps : Pierre Boilard

Émission télévisée
- 2006 : Intime conviction (émission de Patrick Sébastien) - L'affaire Didier Barbelivien : Jean-Michel Pujade[1]

## Théâtre
- Roméo et Juliette	de W.Shakespeare m/s Solange Oswald
- La cour des Miracles d’après V.Hugo m/s Serge Martin	(rôle principal)
- Cabaret satirique	de Serge Martin	 m/s Serge Martin(d’après Plantu)(rôle principal)
- Les fourberies de Scapin	de Molière m/s G. Barbier (rôle-titre)
- L’idiot de Dostoievski	 m/s Michel Chiron
- Woyzeck de Georg Büchner	 m/s Serge Martin (rôle-titre)
- Baal	 de Brecht	 m/s Serge Martin (rôle-titre)
- Rhinocéros de Ionesco	 m/s Barry Goldman
- Les nuits du Hibou d’après Rétif de la Bretonne m/s Christian Dente
- L’année terrible d’après Büchner m/s Jean Maisonnave
- Musique de Placardde Roland Dubillard m/s L.Boulassier/JC Penchenat
- Paroles de blues de Mirrha Donzenac m/s Mirrha Donzenac (rôle principal)
- La cuisine de Arnold Wesker m/s Jean Maisonnave (rôle principal)
- On achève bien les chevaux de Horace McCoy m/s E.Castellino et S.Martin (rôle principal)
- Van Gogh	adaptation et m/s Carole Thibaut rôle-titre)
- Meurtre	de Martine Drai m/s Jacques Descordes
- Puisque tu es des miens de Daniel Keene	 m/s Carole Thibaut
- L’espèce humainede Robert Antelme m/s Claude Viala
- Les Piliers d’Alain Enjary	 m/s Arlette Bonard
- Les 7 jours de Simon Labrosse de Carole Fréchette m/s Claude Viala
- Liberté à Brême de R. Fassbinder	 m/s Gabriella Cserhati

## Formateur
(octobre 2021).
 (décembre 2013).
- Aux CEMEA sur le Jeu Dramatique
- Professeur à l’École de Théâtre du Havre, (improvisation, clown, spectacle)
- Professeur à l’École de Théâtre Serge Martin de Genève, (improvisation, clown, jeu masqué, les bouffons, travail sur les textes contemporains)
- Professeur à l’école de Théâtre Acting International à Paris, avec Robert Cordier (improvisation, coaching, présence à l’image, mise en scène de spectacles)
- Pour la Cie Clowns Analyses à Toulouse, (personnages burlesques et clown)
- À la Manufacture Chanson à Paris, (masque neutre, interprétations )
- Pour le groupe Decommedia à Paris, milieu de l’entreprise (théâtre)
- Coach d'acteurs
- Coach de personnels dirigeants d’entreprise avec Decommedia et Café Noir
- Responsable Atelier Théâtre- Paris